# 후녀디 야노시

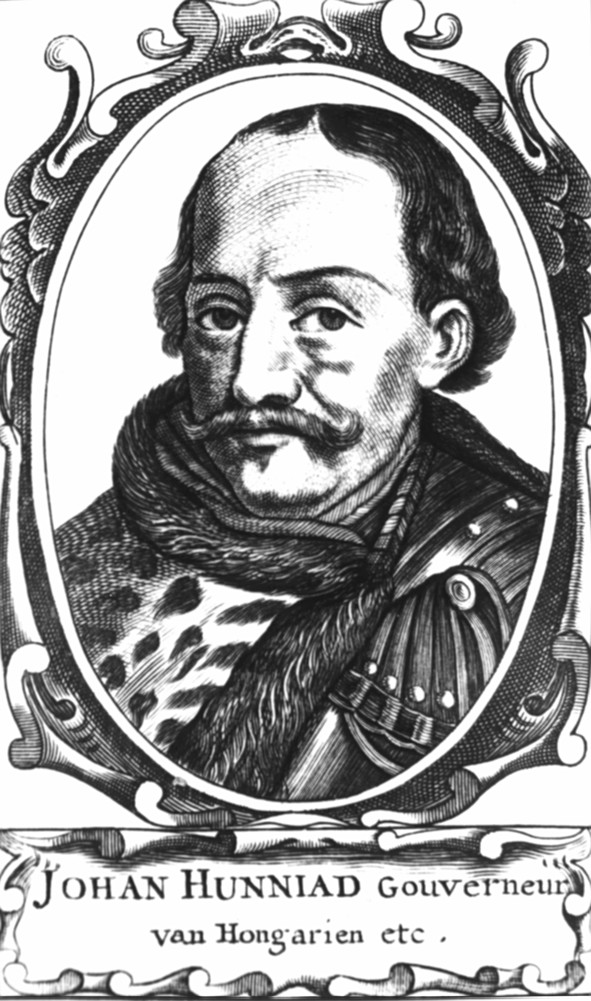
후녀디 야노시

후녀디 야노시(헝가리어: Hunyadi János, 루마니아어: Ioan de Hunedoara 이오안 데 후네도아라[*], 1406년경 ~ 1456년 8월 11일)는 헝가리의 귀족, 군인이다.

## 생애
1409년 자신의 아버지였던 왈라키아 출신의 보이크(Voyk)가 신성 로마 제국의 황제이자 헝가리의 국왕인 지기스문트(헝가리의 지그몬드)로부터 후녀디 성(Hunyadi, 현재의 루마니아 후네도아라에 위치한 코르빈 성(Corvin)과 인근에 있던 토지를 받으면서 후녀디라는 성(姓)을 받았다. 지기스문트 황제에 의해 용병 대장으로 발탁된 뒤부터 군대에 복무했으며 1439년에는 트란실바니아 총독, 테메스(지금의 루마니아 티미슈) 백작으로 즉위했다. 1442년에는 트란실바니아를 침공한 오스만 제국 군대를 격파했다.
1443년 10월에는 폴란드, 보헤미아, 리투아니아 대공국 등과 함께 헝가리 십자군을 결성했다. 헝가리 십자군은 크루셰바츠, 니시, 소피아를 탈환했지만 1444년 11월 10일에 일어난 바르나 전투에서 오스만 제국에 패배하고 만다. 이 과정에서 헝가리의 국왕이자 폴란드의 국왕이었던 브와디스와프 3세(울라슬로 1세)가 전사했다. 후녀디 야노시는 바르나 전투에서 패배한 책임을 물어 법원으로부터 사형 판결을 받았지만 이전에 세웠던 공적을 인정받아 사령관직에서 해임당했다.
1446년 무정부 상태에 있던 헝가리의 혼란을 수습하기 위해 몇몇 귀족들의 지지를 받으면서 복권되었다. 1446년부터 1453년까지는 헝가리의 국왕이었던 라디슬라우스 포스투무스(헝가리의 라슬로 5세)의 섭정 역할을 수행했다. 1447년 12월에는 왈라키아를 침공했고 왈라키아의 블라드 2세 드러쿨 공작을 처형시켰다. 1448년에는 코소보 전투에서 헝가리-왈라키아 연합군 진영에 참전했지만 패전하고 만다.
1456년 7월 4일부터 7월 22일까지 일어난 난도르페헤르바르(Nándorfehérvár, 현재의 세르비아 베오그라드)를 포위전에서 오스만 제국 군대를 물리쳤지만 2주일 만에 흑사병으로 인해 사망하고 만다. 1458년에는 후녀디 야노시의 아들인 후녀디 마차시(Hunyadi Mátyás)가 헝가리의 국왕인 마차시 1세로 즉위했다.